# Mycomya leporina
Mycomya leporina är en tvåvingeart som beskrevs av Vaisanen 1984. Mycomya leporina ingår i släktet Mycomya och familjen svampmyggor.
Artens utbredningsområde är Northwest Territories, Kanada. Arten har ej påträffats i Sverige. Inga underarter finns listade i Catalogue of Life.